# Lögnhalsen
Lögnhalsen (originaltitel: Billy Liar) är en brittisk dramakomedifilm från 1963 i regi av John Schlesinger, baserad på romanen Billy Liar från 1959, och pjäsen med samma namn, av Keith Waterhouse.

## Medverkande
- Tom Courtenay – William Terrence "Billy" Fisher
- Wilfred Pickles – Geoffrey Fisher
- Mona Washbourne – Alice Fisher
- Ethel Griffies – Florence, Billys farmor
- Finlay Currie – Duxbury
- Gwendolyn Watts – Rita
- Helen Fraser – Barbara
- Julie Christie – Liz
- Leonard Rossiter – Emanuel Shadrack
- Rodney Bewes – Arthur Crabtree
- George Innes – Stamp
- Leslie Randall – Danny Boon
- Patrick Barr – Inspector MacDonald
- Ernest Clark – Prison governor